# Charles Cogan
Charles G. "Chuck" Cogan (Melrose, 11 de enero de 1928-Cambridge, 14 de diciembre de 2017) fue un académico y oficial de inteligencia estadounidense que sirvió en la Agencia Central de Inteligencia (CIA) de 1954 a 1991.

## Biografía
Nació en Melrose, Massachusetts. Obtuvo una licenciatura en historia de la Universidad de Harvard y sirvió en el ejército de los Estados Unidos durante la Guerra de Corea.
Desde 2006 hasta su muerte, fue asociado del Centro Belfer para Ciencias y Asuntos Internacionales de la Universidad de Harvard. En la CIA, los roles de Cogan incluyeron el de jefe de la División de Cercano Oriente y Asia Meridional en la Dirección de Operaciones de la CIA (1979-1984) y jefe de la estación de París (1984-1989). Se graduó de la Escuela Harvard Kennedy de la Universidad de Harvard en 1992 con un título de Doctor en Administración Pública.
Falleció en Cambridge, Massachusetts, en 2017.

## Publicaciones
- Aliados más antiguos, amigos protegidos: Estados Unidos y Francia desde 1940, Praeger 1994, ISBN 0-275-95116-2.
- Charles de Gaulle: una breve biografía con documentos, Bedford Books of St. Martin's Press, 1996, ISBN 0-312-12804-5.
- Obligados a elegir: Francia, la Alianza Atlántica y la OTAN: entonces y ahora, Praeger, 1997, ISBN 0-275-95704-7.
- La tercera opción: la emancipación de la defensa europea, 1989-2000, Praeger, 2001, ISBN 0-275-96948-7.
- Comportamiento negociador francés: tratar con La Grande Nation (USIP Press, 2003).
- La République de Dieu, Ediciones Jacob-Duvernet, 2008, ISBN 978-2-84724-183-9.